# جيان شو
جيان شو هي مهندسة برمجيات صينية، ولدت في القرن العشرين.